# Excitebike 64
Excitebike 64 är ett datorspel i Excite-serien i sportgenren racing/motocross. Det är en uppföljare till Excitebike som kom ut till NES på 80-talet. Till skillnad från det spelet som gjordes av Nintendo själva så utvecklades Excitebike 64 av Left Fields Productions åt Nintendo för hemmakonsolen Nintendo 64. Det gavs ut våren och sommaren år 2000 i Nordamerika respektive Japan och 8 juni 2001 i Europa, inklusive Sverige.